# John Allred
John Allred (Rock Island, 1962) is een Amerikaanse jazz-trombonist. Ook speelt hij tuba en eufonium. Hij speelt traditionele jazz, swing en mainstream jazz.
Allred, de zoon van trombonist Bill Allred, begon zijn muzikale loopbaan in een dixieland-band in Disneyland in Anaheim. Hij werd actief in de muziekscene van Los Angeles en werd in 1987 lid van de Young Thundering Herd van Woody Herman. Later verhuisde hij naar Orlando en werd daar actief, ook in de opnamestudio. Hij ging spelen in de bigband van Harry Connick jr., waarmee hij toerde en speelde op plaatopnames en op televisie. Hij  speelde in de groep van zijn pa en in de Matteson-Phillips Tubajazz Consort. Tevens was hij actief in allerlei shows. In 1999 kwam hij in New York terecht, waar hij heeft gewerkt in de bigbands van Toshiko Akiyoshi en Woody Herman en in de Carnegie Hall Jazz Band.
Allred heeft verschillende albums op zijn naam staan. Hij is tevens te horen op platen van Chuck Owen, Allan Vaché, Jake Hanna, Bellamy Brothers, Bob Haggart, Joe Temperley en Warren Vaché.

## Discografie
- In the Beginning,  Arbors Records, 1993
- Focused, AppleJazz Records, 1998 ('Albumpick' Allmusic.com)
- Head to Head (met Wycliffe Gordon), Arbors Records, 2002
- The ABC's of Jazz (Allred, Jeff Barnhart, Danny Coots, met Dave Stone), Arbors Records, 2009